# القرية (يافع)

تعديل مصدري - تعديل

القرية هي إحدى قرى عزلة لبعوس بمديرية يافع التابعة لمحافظة لحج، بلغ تعداد سكانها 544 نسمة حسب تعداد اليمن لعام 2004.